# Lonigo
Lonigo – miejscowość i gmina we Włoszech, w regionie Wenecja Euganejska, w prowincji Vicenza.

Położenie Lonigo

Według danych na rok 2004 gminę zamieszkiwało 14 006 osób, 285,8 os./km².
Miasto jest ośrodkiem sportu żużlowego – w Lonigo odbywa się m.in. jeden z turniejów wyłaniających mistrza świata – Grand Prix Włoch.